# Азазел (Свръхестествено)
Азазел е злодей от сериала на the CW Свръхестествено. Въпреки че е наричан с прякори като „Демонът“, „Жълтоокия демон“, или „Жълтоокия“ през първите два сезона, неговото име е разкрито в четвъртия епизод на третия сезон, „Градът на греха“.

## Биография
Азазел има няколко деца, най-известна от които е дъщеря му, демон обладал Мег Мастърс, злодеи в първия сезон, на който му е направен ексзорсизъм и е върнат в Ада от Сам Уинчестър. Тези „деца“ са демони, които той много обича, доказвайки го когато пита Дийн щом е нормално за хората да имат семейства защо да не е и за демоните и после го измъчва за убиването на едно от неговите „деца“, което е биело Сам в уличка след като братята са спасили баща си в „Капан на Дявола“. Единственото от което изглежда се страхува е Колтът, специално оръжие което може да убие всичко. През целия първи сезон той търси това оръжие. В началото на втория сезон той го взима от Джон Уинчестър, заедно с живота и душата му, в замяна на живота на синът му, Дийн.
Сам и Дийн си мислят, че атаките на Азазел следват определена схема. Атаките са върху шест-месечни бебета, чиито майки биват приковани за тавана и убити, а децата придобиват способности. Тези убийства са резултат от сделки от преди 10 години. На Азазел просто му е трябвало разрешение да направи нещо. Докато не е бил прекъсван, никои нямало да бъде наранен.
Такъв е случая със Сам и майка му Мери Уинчестър, както и с Макс Милър и майка му. Мери е направила сделка 10 години по-рано, за да спаси живота на Джон и да приключи занаятието си като Ловец. Демонът казва, че тя му е любимата. Въпреки това схемата е прекъсната, когато приятелката на Сам, Джесика, е убита (Азазел твърди, че тя е задържала Сам от развиването на уменията му) и в „Саймън каза“ при случая с Анди Галахър и неговия брат близнак Ансем Уиймс, които са осиновени. Жената която е осиновила Анди е убита, когато той става на шест месеца, но майката на Ансем не е убита. Явно жената осиновила Ансем не е прекъснала Азазел при неговата поява.
Пълния обсег на силата му не е известен. Той се появява най-вече обладал телата на други и може да се разпознае единствено по жълтите му очи. Изглежда той притежава телекинични и пиротехнични способности, които той използва, за да убива жертвите си. Когато не е обладал човек той може да същестува като черен дим и веднъж избягва куршум от Сам като се телепортира. Той притежава голямо влияние и сила, дори веднъж обладава жътвар и спасява живота на Дийн. За разлика от други демони изглежда той е имунизиран срещу екзорсизъм, светена вода и повечето други форми на защита срещу демони.
В епизода „Ад под небето, първа част“, Азазел е пред Сам в съня му. В този странен сън демонът казва на Сам, че той участва в състезание срещу всички други „специални деца“ като него. Тогава Азазел споменава, че Сам е неговият любимец и затова показва на Сам видение за нощта, когато го е посетил. Вижда се, че Азазел пуска малко кръв в устата на детето, като един вид ритуал. Също така Азазел показва на Сам, че майка му, Мери, го разпознава и е убита единствено защото е била на „грешното място в грешното време“.
Последната поява на Азазел хронологически е в епизода „Ад под небето, втора част“, където той се появява в съня на Джейк и му казва какво да направи след като е последният оцелял. Той заплашва семейството на Джейк и той се съгласява. Когато Джейк е накаран от Азазел да направи нещо за него, Джейк получава Колтът и веднага го насочва към него. Симулирайки страх, Азазел отхвърля пистолета насочен към него и казва на Джейк, че предпочита да е здрав и богат отколкото да стреля по него. Той обещава сигурност за семейството му и Джейк сваля пистолета. С обещанията на Азазел Джейк е принуден да влезе в Капана на Дявола и да използва Колтът, за да отвори портите на Ада. Излизането на демоните разваля Капана на Дявола и позволява на Азазел да влезе. Тогава той се появява зад Дийн, който се опитва да го застряля с Колтът. Въпреки това Азазел го взима от него и събаря Дийн на земята, казвайки му колко е благодарен, че Дийн е върнал Сам защото го е харесвал повече от Джейк. Също така информира Дийн, че каквото и да е върнал вероятно не е „100% същия Сами“ и се подиграва на Дийн как Сам хладнокръвно е застрелял Джейк няколко пъти, нещо което преди не е можел да направи. Тогава той насочва Колтът към Дийн и се приготвя да го убие, но духът на Джон, който е излязъл от портата се появява и го хваща, като го издърпва от човека, в който се е вселил. Азазел се измъква от Джон и се връща в тялото си, но Дийн вече е взел Колта и го застрелва в сърцето, като го убива. Тогава Дийн триумфално застава над „тялото“ на демона, разпознавайки тяхната победа над това, което е дало на тяхното семейство толкова много загуби и главоболия. Въпреки това с излизането на стотици демон, братята Уинчестър приемат факта, че имат още много работа за вършене и още много демони, които да преследват и убиват, нещо вероятно по-лошо от Азазел.
Най-голямата цел на Азазел е това, което той нарича „край на играта“ е нещо повече от освобождаването на армия от демони и намиране на едно от неговите деца, което да я води. Той обаче успява да скрие следите си достатъчно добре, за да остави дори ангелите да се чудят какво е това.

## Сили и способности
Като демон Азазел е нематериален и има способността да обладава живи и други нематериални същества. В началото на втория сезон той е обсебил един човек и обсебва други, само когато е нужно. Докато е обладал човека, тялото придобива демонични способности нормални за обладани хора. Това включва, но не е само това, нечовешка продължителност на живота и изключителна сила. Той е по-силен от обикновен демон, тъй като е имунизиран срещу обикновената защита използвана срещу демони. Той има и голяма психична способност, например когато приковава братята Уинчестър до стената чрез телекинеза или когато е в сънищата на Сам. Той също така изглежда има пиротехнични способности, за разлика от повечето други демони. Може да съживява мъртвите единствено след като направи сделка с някой. Като всички демони стандартните оръжия не могат да го убият.

## Участие
Основават се на това кога е видян демона (сянка, силует или обладан човек).
Сезон 1 -
"Пилотен", „Спасение“, „Капан на Дявола“
Сезон 2 -
"Докато умирах", „Ад под небето, първа част“, „Ад под небето, втора част“
Сезон 4 -
"В началото", „Възкресението на Луцифер
Сезон 6 -
“В изгнание"